# Giro dell'Emilia 2008
Il Giro dell'Emilia 2008, novantunesima edizione della corsa e valida come evento dell'UCI Europe Tour 2008, si svolse l'11 ottobre 2008 su un percorso di 198,8 km. La vittoria fu appannaggio dell'italiano Danilo Di Luca, che completò il percorso in 5h00'19", precedendo il connazionale Davide Rebellin e il russo Aleksandr Kolobnev.
Sul traguardo di San Luca 48 ciclisti, su 144 partiti da Fiorano Modenese, portarono a termine la competizione.

## Ordine d'arrivo (Top 10)
| Pos. | Corridore             | Squadra           | Tempo    |
| ---- | --------------------- | ----------------- | -------- |
| 1    | Danilo Di Luca        | LPR Brakes        | 5h00'19" |
| 2    | Davide Rebellin       | Gerolsteiner      | a 2"     |
| 3    | Aleksandr Kolobnev    | CSC-Saxo Bank     | s.t.     |
| 4    | Matthew Lloyd         | Silence           | s.t.     |
| 5    | Giampaolo Caruso      | Ceramica Flaminia | s.t.     |
| 6    | Cadel Evans           | Silence           | a 5"     |
| 7    | Michele Scarponi      | Diquigiovanni     | s.t.     |
| 8    | Francesco Masciarelli | Acqua & Sapone    | a 16"    |
| 9    | Robert Gesink         | RAB               | a 19"    |
| 10   | Rinaldo Nocentini     | AG2R La Mondiale  | s.t.     |